# ともだっち

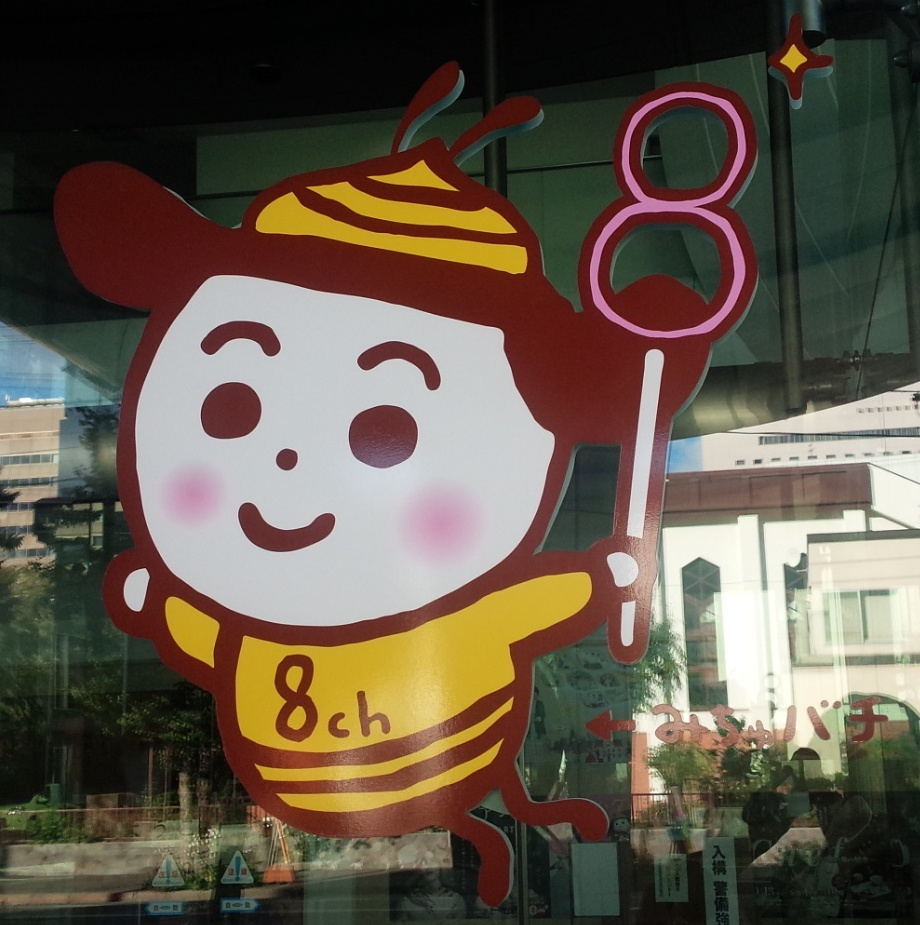
みちゅバチ

ともだっちは、北海道文化放送 (UHB) のマスコットキャラクター集団である。
2000年に誕生したともだっちは、当時の局キャッチフレーズに使われた。また、同年以降のオープニングとクロージングにも登場した。2000年から地上デジタル放送開始までの間に使われたバージョンでは、当時UHBに在籍していた竹中美彩によるナレーションと歌が流れていた。2013年以降はメンバーの中からみちゅバチ（後述）のみが登場し、それ以外のメンバーは登場しなくなった。
ともだっちはUHB2代目のマスコットであり、それ以前の1979年にはヒマワリの花を模ったキャラクターが存在した（名前は不明だが、「ひまわりくん」という情報もある）。

## メンバー

### 現行メンバー
- みちゅ → みちゅバチ（声：竹中美彩 → 声無し）

### 旧メンバー
- 小島さん（声：宇野章午）
- たいち（声：吉田雅英）
- エドワード三世（声：加藤寛）
- はんちょう
- 木下さん
- アフロ
- やむちゃ
- ゲル
- ヒロミ

## みちゅバチ
みちゅバチは、みちゅというキャラクターにUHBデジタル放送のリモコンキーID「8」を組み合わせ、さらにミツバチを掛けたキャラクターである。みちゅが変身した姿であり、UHBの天気予報（主にノンスポンサー時）および北海道新聞と道新スポーツに掲載されるUHBの広告には、みちゅがみちゅバチへと変化するシーンがある。
元々は地上デジタル放送専用のキャラクターで、厳密にはともだっちの一員ではない。当初はUHBのデジタル放送の受信機表示アイコンには、みちゅバチのマークが使われていた（後にチャンネルロゴ表示と同様の局のロゴマークに変更された）。また、『みちゅバチのよーーーく見てッ！』などの番宣番組にもその名を冠している。『U型テレビ』などのUHB製作番組のセットには、みちゅバチのぬいぐるみが飾られている。

## ゆるキャラとして
2002年11月23日、東京ドームシティアトラクションズで開催されたみうらじゅん主催の「ゆるキャラショー」にみちゅとたいちが登場。人気投票で25体中8位を獲得。

## ともだっちグッズ
UHB本社1階にあった「ランチカフェN-1」、サテライトスタジオ「えき☆スタ」に設けられていたともだっちグッズショップ、ネットショップ「ともだっち屋」、東急ハンズ札幌店などで販売。このうちえき☆スタのグッズショップは、2009年7月20日に閉店している。

## 他の北海道内民放のキャラクター
- もんすけ（北海道放送）
- どさんこ君（札幌テレビ放送）
- onちゃん（北海道テレビ放送）
- らっぴぃ（テレビ北海道）

## 他のFNN・FNS系列各局のキャラクター
- 「ラフくん」（フジテレビジョン）
- 「ハチエモン」（関西テレビ放送）
- 「ヤッパくん」 → 「わんだほ」→「イッチー」（東海テレビ放送）